# Stipa sellowiana
Stipa sellowiana är en gräsart som beskrevs av Carl Bernhard von Trinius och Franz Josef Ivanovich Ruprecht. Stipa sellowiana ingår i släktet fjädergrässläktet, och familjen gräs. Inga underarter finns listade i Catalogue of Life.